# Château de Chauffailles
Ne doit pas être confondu avec Château de Chauffaille (Haute-Vienne).
Le château de Chauffailles est situé en Saône-et-Loire sur la commune de Chauffailles, à la lisière du bourg, au bord du ruisseau qui traverse le village, le Botoret.

## Description

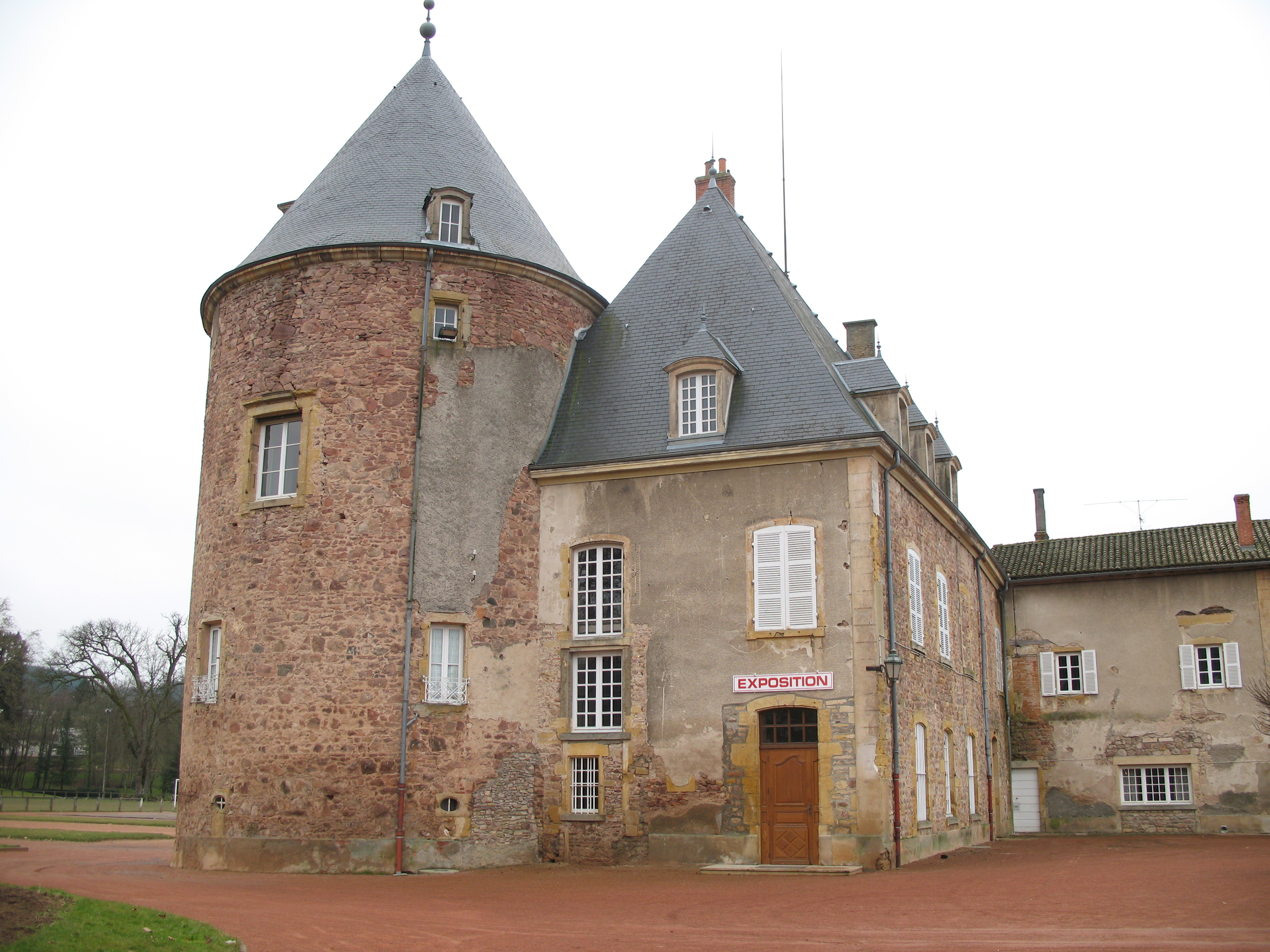
Château de Chauffailles
La grosse tour

Précédé d'une allée de platanes, d'un pont de pierre franchissant le Botoret et d'une porte cochère, le château consiste en un gros corps de logis rectangulaire, flanqué sur ses angles nord-est et sud-est de deux tours rondes, de taille inégale. La tour nord-est, qui est la plus grosse, semble remonter au XVe siècle. Un long bâtiment bas est accoté à la façade ouest.
Le château est propriété de la commune de Chauffailles et ne se visite pas. Il accueille néanmoins des expositions temporaires et permanentes de peinture et de sculpture, notamment les œuvres de deux artistes régionaux, Adeline Hugonnard et Marcelle Journay. Il accueille également les élèves de l’Atelier de Peinture de Chauffailles.

## Historique
- 1234 : par testament, le seigneur Gérard de Villon, allié aux seigneurs de Dun, lègue à son fils Renaud six terres situées sur la paroisse de Saint-André (ancien nom de Chauffailles) : Les Combes, Layes, Martin du Moulin, le Montcel, La Renauderie, La Vaure ainsi que des droits sur La Chèse, Mazoncle, Vellon et Ventrigny ;et à son fils Hugues, les terres de Villon et Chalaye, lesquelles dépendent de la paroisse de Saint-Germain-la-Montagne.
- 1380 : en l'absence d'héritier mâle, le titre de seigneur de Chauffailles passe à Jean d'Amanzé par son mariage avec Antoinette de Villon, fille de Jacques de Villon.
- 1383 : Jean d'Amanzé s'installe à Chauffailles ; onze générations de cette famille vont s'y succéder.
- 1400 : fin de la construction du château par Jean d'Amanzé.
- 1617 : les d'Amanzé prennent le titre de vicomte.
- 1688 : Anne-Marie Rollin, veuve de Jacques d'Amanzé, écrit le nom de Chauffailles sous sa forme actuelle.
- 1718 : Marie-Cécile d'Amanzé épouse Claude-Marie de Saint-Georges.
- 1764 : Claudine-Marie-Josèphe de Saint-Georges épouse Abel-Claude-Marie de Saint-Georges, marquis de Vichy.
- 1800 : Abel-Claude-Cécile de Saint-Georges, fille des précédents, hérite du château ; peu après, les fossés sont comblés, les deux ailes démolies, les dépendances morcelées et vendues.
- 1809 : Vichy Saint-Georges vend le château au maire de Chauffailles, Pierre Deville.
- 1836 : Auguste Goyne, également maire de la commune, achète à son tour le château ; il va y effectuer d'importantes réparations et transformations.
- 1882 : acquisition par l'industriel Casimir Dumoulin, filleul du précédent, qui établit une fabrique de tissage dans les communs remaniés ; il épouse Elise Reynier, de Saint-Germain-la-Montagne.
- 1941 : Elisabeth Dumoulin, fille des précédents, lègue par testament le château à l'hôpital de Chauffailles.
- Seconde moitié du XXe siècle : acquisition par la commune et transformation en centre sportif.